# Union sportive Transfoot
L'Union Sportive Transfoot ou US Transfoot est un club de football malgache basé à Toamasina.

## Palmarès
- Coupe de Madagascar
  - Vainqueur : 2001
  - Finaliste : 2002

- Coupe d'Afrique des vainqueurs de coupe
  - Quart-de-finaliste : 2002